# FC Stade Lausanne-Ouchy
Football Club Stade Lausanne Ouchy, cujo acrónimo é SLO, é um clube de futebol suíço com sede em Lausanne. Eles atualmente jogam na Swiss Super League de 2023–24, depois de serem promovidos da Swiss Challenge League em 2022–23.

## História
O clube é o resultado da fusão entre o FC Ouchy-Olympic e o FC Stade Lausanne em 2001.

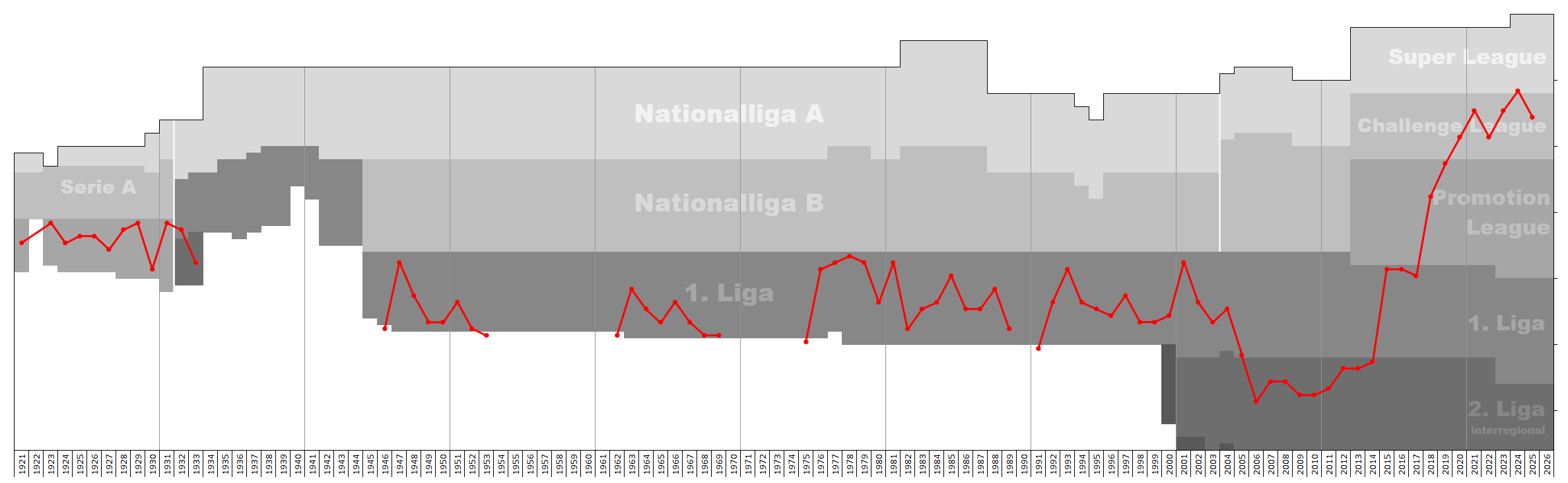
Tabela de classificação do Stade Lausanne-Ouchy no sistema da liga suíça de futebol

A história do FC Ouchy-Olympic começou em 1895 como FC La Villa Ouchy. Como membros fundadores da Associação Suíça de Futebol, eles competiram na primeira temporada da Serie A durante 1897-98, mas depois jogaram principalmente nas divisões inferiores. O precursor inicial deste último clube foi fundado em 1901 como FC Signal Lausanne, que se tornou o Stade Lausanne em 1926, também introduzindo Atletismo, Hóquei em campo e departamentos de esportes de tiro. Eles competiram na segunda divisão e por pouco não conseguiram ser promovidos à Série A em 1929. Henri Guisan atuou como presidente entre 1929 e 1939, quando seu cargo se tornou honorário ao liderar a mobilização do exército suíço durante a Segunda Guerra Mundial. Ele enfatizou a importância do esporte para se manter saudável, para civis, mas especialmente soldados. Eles continuaram a competir nas divisões inferiores após sua saída, jogando na 1. Liga até 1963–64.
Depois que os dois clubes se juntaram, eles acabaram sendo promovidos à 2. Liga Interregional em 2005, onde permaneceram até 2014. Eles chegaram à Promotion League em 2017, onde tiveram uma campanha notável na Copa da Suíça na temporada 2017-18, derrotando o FC Sion da primeira divisão para chegar às oitavas de final. Após a promoção à Challenge League, o clube foi forçado a se mudar para fora da cidade, para Nyon, já que seu campo anterior não atendia aos requisitos do futebol profissional, mas agora joga no Stade Olympique de la Pontaise.
Na temporada 2022–23, após uma temporada forte que colocou o time na metade superior da tabela na maior parte do tempo, eles conseguiram para o terceiro lugar nas rodadas finais e se classificaram para o play-off de promoção contra o FC Sion. Eles venceram a primeira partida no Sion por 2–0 e venceram a segunda partida em casa por 4–2 e, portanto, com uma pontuação agregada de 6–2, garantiram a promoção à Superliga Suíça pela primeira vez na história na próxima temporada.

## Estádio
O Stade Lausanne Ouchy joga no Stade Olympique Pontaise para partidas da Super League da temporada 2023–24.

## Títulos
- Swiss Promotion League
  - Campeão (1): 2019

## Jogadores notáveis
- Richard Durr, internacional suíço com 29 internacionalizações, trabalhou como jogador, treinador e presidente do Stade Lausanne Norbert Eschmann , internacional suíço internacional por 15 vezes, jogou nas categorias de base de 1949–50
- Henri Guisan, atuou como presidente 1929-1939
- Blaise Nkufo jogou nas equipes juvenis de 1988–1992.[1]